# Oleszków (przystanek kolejowy)
Oleszków (ukr. Олешків) – przystanek kolejowy w miejscowości Oleszków, w rejonie kołomyjskim, w obwodzie iwanofrankiwskim, na Ukrainie. Położony jest na linii Lwów – Czerniowce.